# ルイ・フェルディナント・フォン・プロイセン (1944-1977)
ルイ・フェルディナント・フォン・プロイセン（Louis Ferdinand von Preußen, 1944年8月25日 - 1977年7月11日）は、プロイセン王家であるホーエンツォレルン家の子孫。プロイセン王家家長ルイ・フェルディナントの三男で、ヴィルヘルム2世の曾孫にあたる。父と区別するため「小ルイ・フェルディナント」あるいは「ルイ・フェルディナント2世」と呼ばれるほか、「Lulu」とあだ名された。

## 生涯
ルイ・フェルディナントは1944年8月25日、ルイ・フェルディナント（1世）とその妻であったロシア大公女キーラ・キリロヴナ（1909年 - 1967年、ニコライ2世の従弟キリル大公の娘）の間に第5子としてブランデンブルク州のゴルッツォフで生まれた。二人の兄がともに帝位継承権を放棄して貴賎結婚したため、ルイ・フェルディナントはプロイセン王家家長の法定推定相続人となった。
1967年からルイ・フェルディナントはドイツ連邦軍（Bundeswehr）に入隊して予備役将校となるための訓練を受け、1972年からは加えて銀行業も学び始めた。
しかし1977年、戦車の訓練中の事故で重傷を負い、7月11日にブレーメンで死去した。32歳だった。葬儀にはヴィクトリア・ルイーゼ・フォン・プロイセン（ヴィルヘルム2世の長女）、オットー・フォン・ハプスブルク（ハプスブルク＝ロートリンゲン家家長）、ウラジーミル・キリロヴィチ・ロマノフ（母方の叔父、ロマノフ家家長を僭称）らの旧王族や、ヨーロッパ各国の貴族が参列した。

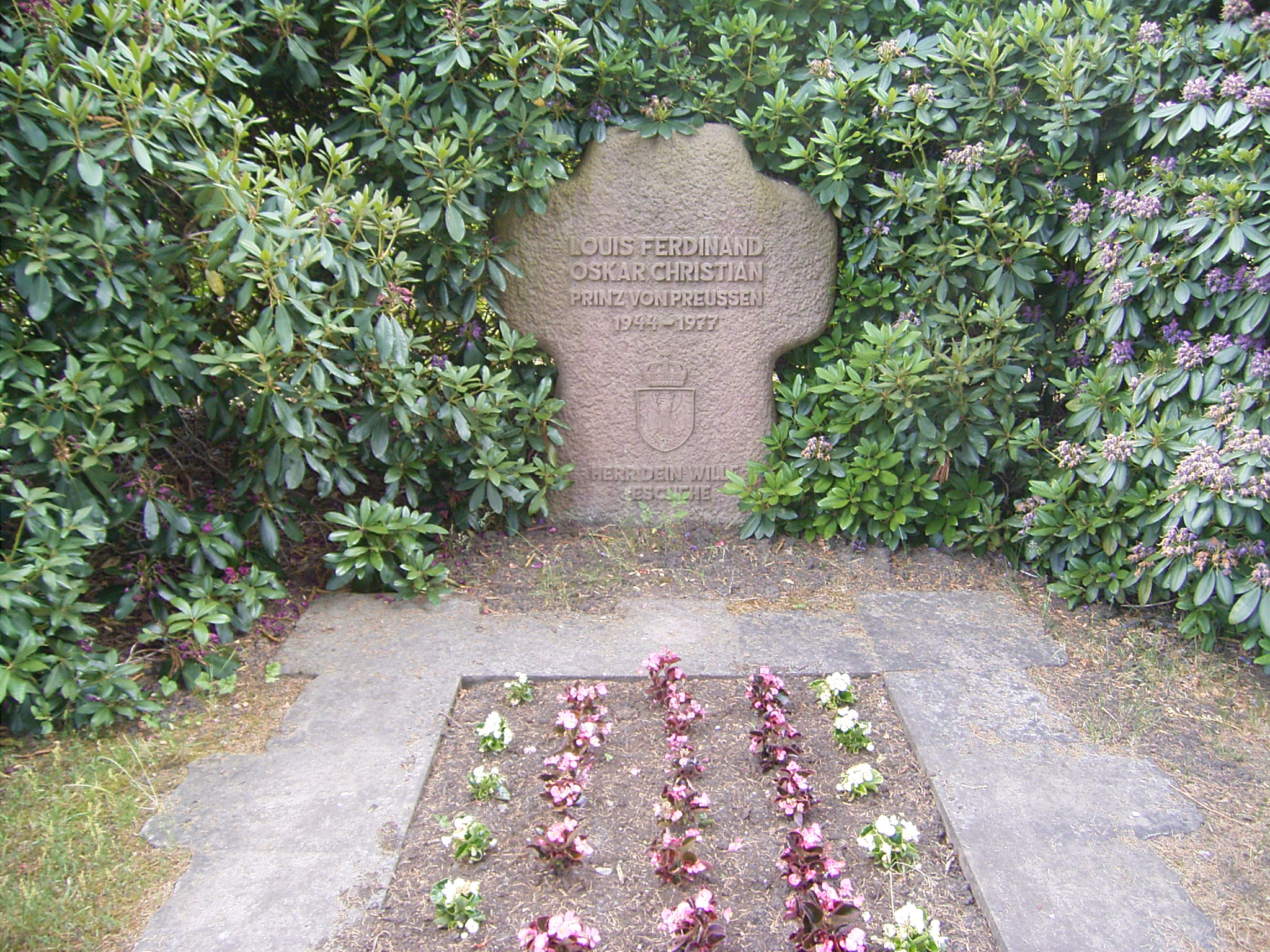
ブレーメン近郊のフィッシャーフーデにあるルイ・フェルディナントの墓

## 家族
1975年に結婚したカステル＝リューデンハウゼン女伯ドナータ（Donata Gräfin zu Castell-Rüdenhausen, 1950年 - 2015年）との間には1男1女が生まれた。
- 第1子（長男）ゲオルク・フリードリヒ（1976年6月10日 - ）- ホーエンツォレルン家家長
- 第2子（長女）コルネーリエ・セシール（1978年1月30日 - ）- ルイ・フェルディナントの死後に誕生